# Nevada City
Nevada City är administrativ huvudort i Nevada County i Kalifornien. Orten har fått namn efter bergskedjan Sierra Nevada. Vid 2010 års folkräkning hade Nevada City 3 068 invånare.